# Edi Gathegi
Edi Gathegi (* 10. března 1979 Nairobi) je americký filmový, televizní a divadelní herec. Narodil se v Keni, ale vyrůstal v kalifornském městě Albany. Studoval nejprve na Kalifornské universitě v Santa Barbaře a později studoval herectví v New Yorku. V roce 2007 hrál postavu doktora Jeffreyho Colea v několika epizodách seriálu Dr. House. V roce 2008 to byla role Laurenta ve filmu Twilight sága: Stmívání.